# Dendrolagus bennettianus
Dendrolagus bennettianus é uma espécie de marsupial da família Macropodidae. Endêmica da Austrália.